# Przeszkody małżeńskie w katolicyzmie
Przeszkody małżeńskie (łac. impedimenta matrimonii) – w Kościele katolickim pewne określone cechy osobiste i okoliczności rzeczowe, które nie pozwalają osobom nimi obarczonym na ważne zawarcie sakramentu małżeństwa. Czasem mniej ściśle używa się tego określenia również opisując okoliczności, które powodują, że dane małżeństwo zostało zawarte niegodziwie. Przeszkody dzieli się na:
- przeszkody z prawa Bożego (np. impotencja, pokrewieństwo w pierwszym stopniu linii prostej (rodzic-dziecko) i drugim stopniu linii bocznej (brat-siostra), istniejący węzeł małżeński) i z prawa kościelnego (pozostałe przeszkody wymienione w kodeksie prawa kanonicznego);
- przeszkody absolutne (nie pozwalają na zawarcie małżeństwa z kimkolwiek, np. w wypadku święceń) i względne (nie pozwalają na zawarcie małżeństwa z określonymi osobami).

Aktualnie Kodeks Prawa Kanonicznego (kanony 1083–1094) do przeszkód małżeńskich (zrywających) zalicza następujące uwarunkowania:
1. Wiek. Nie wolno zawrzeć małżeństwa mężczyźnie, który nie ukończył 16 lat, a kobiecie, która nie ukończyła lat 14. Jednak zwykle Konferencje Episkopatu podnoszą wiek zawarcia małżeństwa dostosowując go do przepisów prawa cywilnego w danym kraju. W Polsce dla mężczyzn 18 lat, a dla kobiet 16. Obostrzenia te dotyczą jedynie godziwości zawarcia małżeństwa;
2. Węzeł małżeński. Zawrzeć małżeństwa nie może ten, kto pozostaje w związku małżeńskim, nawet jeżeli zostało ono niedopełnione (zabroniona jest bigamia);
3. Niemoc płciowa. Małżeństwo jest nieważne, gdy przynajmniej jedna z osób jest niezdolna do współżycia małżeńskiego;
4. Święcenia. Nie może zawrzeć małżeństwa ten, kto otrzymał święcenia;
5. Ślub. Nieważne małżeństwo próbują zawrzeć osoby, które są związane wieczystym ślubem publicznym czystości w instytucie zakonnym;
6. Uprowadzenie. Małżeństwo jest nieważne, gdy mężczyzna uprowadza lub przetrzymuje kobietę w celu zawarcia z nią małżeństwa, chyba że kobieta ta, gdy jest uwolniona od porywającego mężczyzny, dobrowolnie wyrazi zgodę na zawarcie małżeństwa;
7. Różna religia. Zawrzeć małżeństwa nie mogą osoby, które wyznają różną religię. Nie zachodzi ona w wypadku, gdy osoby zawierające małżeństwo są różnych odłamów chrześcijańskich. Przeszkoda podlega dyspensie;
8. Występek. Małżeństwo nie jest ważne wtedy, jeśli ktoś ze względu na zawarcie małżeństwa z określoną osobą zadaje śmierć jej współmałżonkowi lub własnemu;
9. Pokrewieństwo. Nie jest ważny związek małżeński między osobami, które są ze sobą spokrewnione w linii prostej bądź w linii bocznej do czwartego stopnia. Przeszkoda pokrewieństwa w linii bocznej trzeciego i czwartego stopnia podlega dyspensie;
10. Powinowactwo. Nie mogą zawrzeć małżeństwa osoby spowinowacone;
11. Przyzwoitość publiczna. Podstawą przeszkody tej jest nieważne małżeństwo po rozpoczęciu życia wspólnego albo publiczny (jeśli pozamałżeńskie pożycie dwojga osób jest powszechnie znane), bądź notoryczny (jeśli nie da się tego faktu ukryć) konkubinat; nie można zawrzeć małżeństwa z krewnymi wstępnymi i zstępnymi osoby, z którą żyje się (bądź żyło) w takim związku, podobnie jak nie można go zawrzeć z wstępnymi i zstępnymi małżonka. Od tej przeszkody można uzyskać dyspensę, na podobnych zasadach jak od przeszkody powinowactwa.
12. Pokrewieństwo prawne. Nie mogą zawrzeć małżeństwa adoptujący z osobą adoptowaną oraz osoba adoptowana i dzieci osoby adoptującej.